# Stockholms Slot
Stockholms Slot (svensk Stockholms slott) i Stockholm i Sverige er den officielle residens for den svenske regent. Kongen og de øvrige kongeliges personlige kontorer samt repræsentationskontorer er beliggende i slottet sammen med et museum og et skatkammer. Kongefamiliens private residens er Drottningholm Slot.
Det nuværende slot blev bygget, efter at det tidligere slot brændte ned til grunden den 7. maj 1697. Arkitekten var Nicodemus Tessin den yngre, som forinden havde bygget en længe i en ny stil. Efter branden fik han til opgave at genopbygge slottet fuldstændig efter samme læst, dvs. en firlænget bygning med indadskrånende tag og skjulte skorstene i ydervæggene. Efter Tessins død i 1728 fortsatte Carl Hårleman opførelsen.
Slottet er beliggende på Stadsholmen umiddelbart nord for den gamle by i Stockholm. Det svenske parlament er placeret umiddelbart ved siden af på Helgeandsholmen.